# مرون‌پان
مرون‌پان (به ژاپنی: メロンパン melonpan) یا نان طالبی، یکی از انواع نان در کشور ژاپن است. از ویژگی‌های این نان قرار دادن یک لایه خمیر بیسکویت بر روی خمیر نان و پخت آن است. از نظر ظاهری دارای دو شکل دوک مانند و گرد است. در مورد علت نامیدن این نام به نان طالبی سه نظریه وجود دارد:
1. شباهت خطوط روی نان به پوست طالبی.
2. در اصل مرنگ پان بوده که کم کم به مرون‌پان تبدیل شده‌است.
3. در داخل نان اسانسی با طعم طالبی بکار رفته‌است.